# Malte Hellwig
Malte Hellwig (23 de outubro de 1997) é um jogador de hóquei sobre a grama alemão.

## Carreira
Nas competições de clubes, Hellwig joga pelo Uhlenhorst Mülheim na Bundesliga alemã.
Malte Hellwig fez sua estreia pela seleção alemã sub-21 em 2016. Sua primeira aparição foi durante uma série de testes contra a Inglaterra em Bisham. Em 2017, ele ganhou uma medalha de bronze com a equipe júnior no Campeonato EuroHockey Júnior em Valência. Hellwig fez sua estreia pelo Die Honamas em 2019, durante a primeira temporada da FIH Pro League. Mais tarde naquele ano, ele competiu no Campeonato EuroHockey em Antuérpia.
Nos Jogos Olímpicos de Verão de 2024, em Paris, conquistou a medalha de prata no torneio masculino do hóquei sobre a grama, após confronto na final contra a equipe holandesa, que venceu nos pênaltis.